# Squalidus mantschuricus
Squalidus mantschuricus är en fiskart som först beskrevs av Tamezo Mori botanist  1927.  Squalidus mantschuricus ingår i släktet Squalidus och familjen karpfiskar. Inga underarter finns listade i Catalogue of Life.